# Eya Cuo
Eya Cuo (kinesiska: 鄂雅错) är en sjö i Kina. Den ligger i den autonoma regionen Tibet, i den sydvästra delen av landet, omkring 430 kilometer nordväst om regionhuvudstaden Lhasa. Trakten runt Eya Cuo består i huvudsak av gräsmarker.
Genomsnittlig årsnederbörd är 347 millimeter. Den regnigaste månaden är juli, med i genomsnitt 130 mm nederbörd, och den torraste är december, med 2 mm nederbörd.